# Leonid Yengibarov
Leonid Georgievich Yengibarov (en arménien : Լեոնիդ Ենգիբարյան ; en russe : Леонид Георгиевич Енгибаров), né le 15 mars 1935 à Moscou et mort le 25 juillet 1972 dans la même ville, est un clown, mime et acteur soviétique. Il a été surnommé « le clown avec l'automne dans le cœur ». 

## Biographie

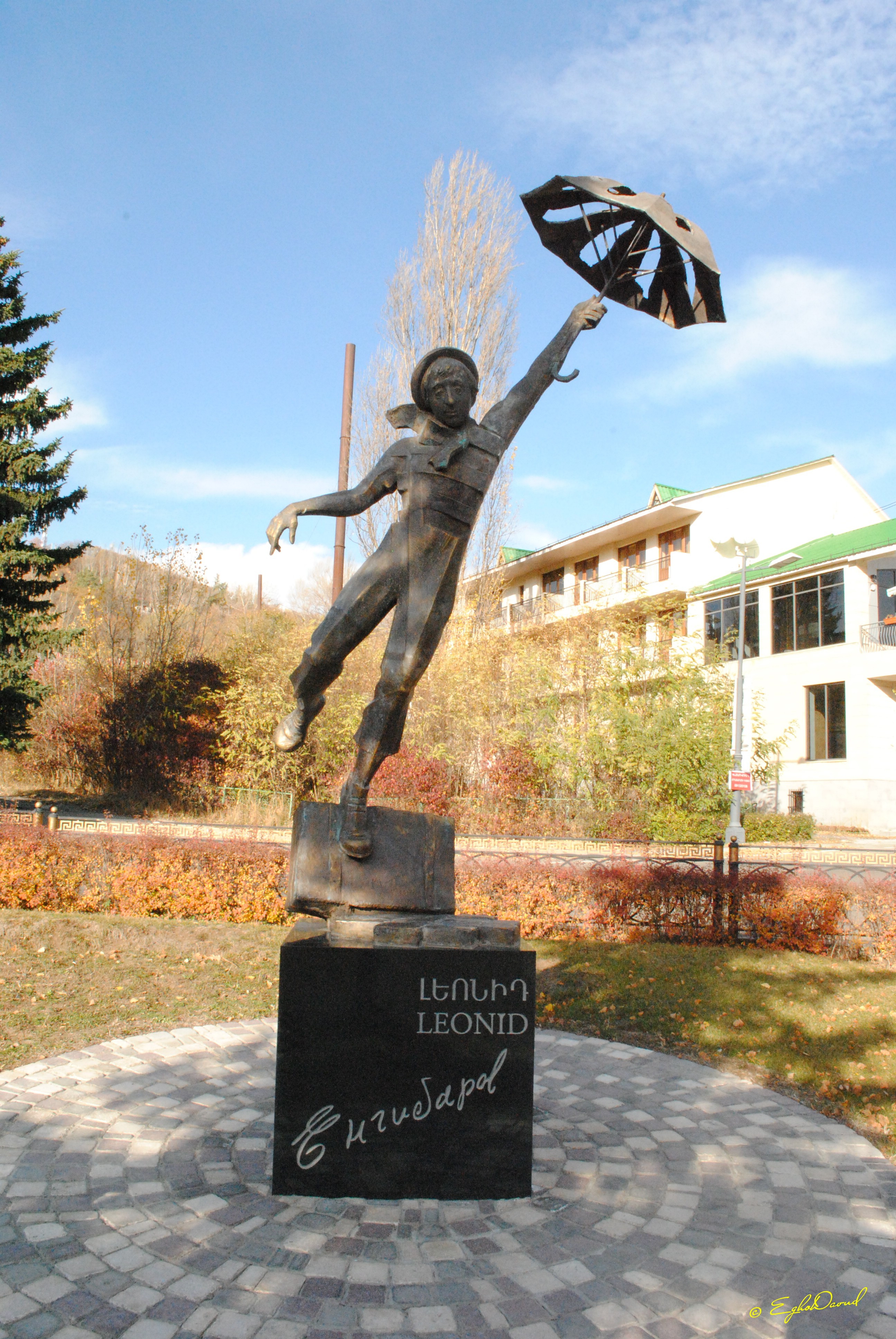
Statue à Tsakhkadzor.

Il naît dans la famille du cuisinier arménien Gueorgui Yengibarov et de la couturière russe Antonina Koudriavtseva. Toute sa vie l'artiste a habité dans la maison familiale à Marina Rochtcha. Dans sa jeunesse, il pratiquait la boxe. En 1955, il entame ses études à l'École nationale du cirque et de l'art de la scène. Son professeur Youri Belov devint son metteur en scène, le seul avec qui il ait jamais travaillé. Il se produit comme mime étant encore étudiant à partir de 1956. Diplômé en 1959, il commence sa carrière au cirque de Novossibirsk. Il se produit ensuite, en 1960, à Kharkiv, Tbilissi, Voronej et Minsk, en 1961 - à Odessa et à Bakou et, enfin, - au cirque de Moscou du boulevard Tsvetnoï.
En 1962, on lui décerne la médaille pour le meilleur numéro de l'année à Leningrad. Il y rencontre Marcel Marceau et Rolan Bykov. Bykov deviendra son ami pour la vie. En 1963, il débute au cinéma dans le film Chemin vers l'arène (Armenfilm). 
En 1964, En 1964, Yengibarov gagne le Grand prix du concours international des artistes clowns à Prague. Un an plus tard, de sa liaison avec la journaliste tchèque Yarmila Galamkova, va naître une fille, Barbara. En 1966, l'artiste est le héros d'un film documentaire Leonid Yengibarov, enchanté! (Леонид Енгибаров, знакомьтесь!) réalisé par Victor Lissakovitch sur le scénario de Zinovi Gerdt.
En 1971, avec Belov, Yengibarov prépare le spectacle La pluie d'étoiles qui est représenté à Moscou et à Erevan. Il quitte le cirque et fonde sa troupe théâtrale. La même année, sort son premier recueil de nouvelles Premier round.
Il meurt d'un infarctus du myocarde à son domicile en juillet 1972. L'artiste est inhumé au cimetière Vagankovo.
Plusieurs années plus tard, un autre clown russe, Slava Polounine, le mentionnera parmi ses inspirateurs.
Un festival international de pantomime se déroulant à Tsakhkadzor en Arménie depuis 2011 porte son nom,.
En 2021, une statue en l'honneur de Yengibarov a été dévoilée à côté du cirque d'Erevan, à l'occasion de son 86e anniversaire.

## Filmographie
- 1964 : Les Chevaux de feu de Sergueï Paradjanov
- 1966 : Aïbolit-66 de Rolan Bykov : pirate
- 1968 : Frapper! Frapper encore! (Удар! Ещё удар!) de Viktor Sadovski (ru) : journaliste
- 1971 : Un collier pour ma bien-aimée de Tenguiz Abouladze
- 1972 : À bâtons rompus (Печки-лавочки, Petchki-lavotchki) de Vassili Choukchine : clown